# Кольо Маринов
Кольо Маринов е популярен български борец от 40-те и 50-те години на 20 век, известен и с прякорите Кинг Конг и Дан Колов II.
Маринов е лицето на българската борба в първите години след 1944 - периодът, в който се поставят основите на този спорт в България. Републикански шампион по класическа борба през 1946, 1947, 1949, 1950 и 1951 година. Републикански шампион по свободна борба през 1949 година. Капитан на българския национален отбор по борба.
През 1945 година е включен в сформирания първи национален отбор като няма загуби в международни срещи. Прехранва се и с копаене на кладенци.
Обявен за спортист на годината на България през 1948 година в неофициалната класация на вестник „Народен спорт“.